# بطولة اتحاد غرب آسيا لكرة القدم 2008
بطولة اتحاد غرب آسيا لكرة القدم 2008 هي النسخة الخامسة من بطولة اتحاد غرب آسيا لكرة القدم. استضافة إيران المسابقة من 1 أغسطس إلى 15 أغسطس 2008 وفازت بها للمرة الرابعة في تاريخها على حساب الأردن.

## المنتخبات
في ما يلي المنتخبات الستة المشاركة:
- إيران (مستضيف)
- الأردن
- فلسطين
- سوريا
- عمان (مدعو)
- قطر (مدعو)
- العراق انسحب من المسابقة في 25 يونيو 2008 بعد حل المنتخب.[1]
- البحرين كان مدعو للمشاركة لكنه انسحب بعد رفض طلبه بأن يلعب بالمنتخب الأولمبي.
- لبنان المستضيف الأصلي للبطولة، اعتذر عن عدم المشاركة.[2]

## القرعة
أجريت قرعة المسابقة في العاصمة الأردنية عمان يوم 1 يوليو 2008.

## الملاعب
| طهران          | طهران         |
| -------------- | ------------- |
| ملعب آزادي     | ملعب تختي     |
| السعة: 100،000 | السعة: 30،000 |
|                |               |

## مرحلة المجموعات

### المجموعة أ
| فريق   | لعب | ف | ت | خ | له | عليه | ف.أ | نقاط |
| ------ | --- | - | - | - | -- | ---- | --- | ---- |
| إيران  | 2   | 2 | 0 | 0 | 9  | 1    | +8  | 6    |
| قطر    | 2   | 1 | 0 | 1 | 2  | 6    | −4  | 3    |
| فلسطين | 2   | 0 | 0 | 2 | 0  | 4    | −4  | 0    |

| إيران                                                           | 3–0 | فلسطين |
| --------------------------------------------------------------- | --- | ------ |
| كيانوش رحمتي 29' (ركل.) · غلام رضا رضائي 40' · جلال رافخائي 86' |     |        |

| فلسطين | 0–1 | قطر            |
| ------ | --- | -------------- |
|        |     | فهد الشمري 72' |

| قطر               | 1–6 | إيران |
| ----------------- | --- | --- |
| مشعل عبد الله 52' |     | ميلاد ميداوودي 10'، 90' · أحمد آل نعمة 33' · هادي عقيلي 49' (ركل.) · إحسان حاج صفي 61' · جلال رافخائي 80' |

### المجموعة ب
| فريق   | لعب | ف | ت | خ | له | عليه | ف.أ | نقاط |
| ------ | --- | - | - | - | -- | ---- | --- | ---- |
| الأردن | 2   | 1 | 1 | 0 | 3  | 1    | +2  | 4    |
| سوريا  | 2   | 1 | 1 | 0 | 2  | 1    | +1  | 4    |
| عمان   | 2   | 0 | 0 | 2 | 2  | 5    | −3  | 0    |

| سوريا | 0–0 | الأردن |
| ----- | --- | ------ |
|       |     |        |

| عمان          | 1–2 | سوريا                             |
| ------------- | --- | --------------------------------- |
| هاشم صالح 47' |     | مهند إبراهيم 11' · محمد عبادي 71' |

| الأردن                                     | 3–1 | عمان                  |
| ------------------------------------------ | --- | --------------------- |
| حسن عبد الفتاح 6' · رائد النواطير 71'، 84' |     | محمد كتكوت 26' (ركل.) |

## مرحلة خروج المغلوب

### نصف النهائي
| إيران                                       | 2–0 | سوريا |
| ------------------------------------------- | --- | ----- |
| كيانوش رحمتي 6' (ركل.) · غلام رضا رضائي 52' |     |       |

| الأردن                                          | 3–0 | قطر |
| ----------------------------------------------- | --- | --- |
| حسونة الشيخ 45' · عامر ذيب 71' · عدي الصيفي 90' |     |     |

### النهائي
| إيران                                    | 2–1 | الأردن       |
| ---------------------------------------- | --- | ------------ |
| هادي عقيلي 21' (ركل.) · كيانوش رحمتي 85' |     | عامر ذيب 82' |

## البطل
| بطل بطولة اتحاد غرب آسيا لكرة القدم 2008 |
| ---------------------------------------- |
| · إيران · للمرة الرابعة                  |

## روابط خارجية
- RSSSF.com
- كووورة